# Gaspar
Gaspar é um município brasileiro do estado de Santa Catarina, região sul do Brasil. Localiza-se na região metropolitana do Vale do Itajaí, situada entre Blumenau e Itajaí, é conhecida como o coração do Vale. Sua população em 2022 era de 73.053 habitantes.
A cidade ganha grande destaque com a rota das águas, devido ao grande número de parques aquáticos. O primeiro parque fundado na região foi o Parque Aquático Cascata Carolina. No verão, a cidade recebe mais de 300.000 turistas, inclusive estrangeiros.
As principais atividades econômicas do município são a indústria, o comércio e a agricultura, destacando-se a rizicultura e a indústria têxtil.
Em 2022, a cidade foi promovida a Capital Nacional da Moda lnfantil. A lei que confere o título ao município foi sancionada pelo então presidente da República, Jair Messias Bolsonaro. No ato solene, envolvendo autoridades do município, o ex-presidente comentou sobre a importância econômica do município e que o título era uma recompensa pelo esforço dos trabalhadores, significando uma nova etapa econômica para o município.
Atualmente, Gaspar é responsável pela produção de mais de 50% da moda infantil das grandes magazines do Brasil. O título é um reconhecimento de todo o trabalho realizado no município, além de uma oportunidade para receber e organizar eventos e feiras têxteis voltados ao segmento.  A cada ano, o município envia diariamente milhares de peças para todo o território nacional e é caracterizado por ter um produto diferenciado e de qualidade

## Etimologia
O território do atual município de Gaspar já era assim denominado em relatos escritos e desenhos de mapas antigos, no final do Século XVIII (1701-1800), quando exploradores de metais preciosos, denominaram os ribeirões Belchior (Bairro Belchior), Gaspar Grande e Gaspar Mirim (com foz no centro da cidade).
Portugueses exploradores, seguindo a fé católica, costumavam nomear lugares e acidentes geográficos com nomes de santos ou festas religiosas. Daí, a suposição de que os nomes Belchior e Gaspar, tenham relação os festejos natalinos da “Festa dos Reis Magos.”

## História
A colonização da região onde hoje é o município iniciou-se com a chegada dos Xoclengues e Caingangues que buscavam um local seguro dos caçadores de indígenas, os chamados bugreiros. Esses indígenas foram exterminados durante os séculos XVII e XIX.
Durante esse período houve também a chegada dos novos colonizadores, que se instalaram na Região do Médio Vale do Itajaí, onde havia temor constante pelos ataques dos silvícolas. Existem registros de autores da época como Augusto Zitlow que confirmam as  caçadas de indígenas pelos bugreiros, estes financiados pelos colonos, .
Os Vicentistas, homens oriundos da Capitania de São Vicente, que aportaram às margens do Rio Itajaí em busca de ouro, indígenas e riquezas foram sucedidos pelos açorianos que, segundo relatos, chegaram ao litoral catarinense com o intuito de efetivar a posse da Coroa Portuguesa dessas terras que eram cobiçadas pelos espanhóis.
Com os europeus começou a se formar a base econômica e populacional da cidade. A colonização italiana, muito forte na cultura da cidade, foi propiciada pelo fato de que a Itália estava saturada de mão de obra, assim como a Áustria, Suíça e Alemanha, que sempre acolheram a mão de obra ociosa daquele país. A solução passou a ser a migração para Santa Catarina, a qual já era o destino de milhares de italianos.
Os “negreiros” que eram os agentes de imigração, vendiam uma imagem falsa do que era a América na Europa, ao omitir e deturpar a verdade. A vida nas colônias no Sul do Brasil era árdua e sofrida. Os italianos acharam a terra muito estranha e diferente de sua pátria.
Com o passar dos anos os lotes se valorizaram, o que gerou grande disputa por terras nas proximidades do Rio Itajaí-Açu, tornando poderosos seus proprietários.
Após se estabelecerem, já no século XX, os imigrantes iniciaram o plantio do arroz irrigado, até hoje um dos produtos de maior destaque na economia do município.
Com a chegada dos imigrantes alemães, tiroleses, poloneses e russos, iniciou-se de maneira ampla o cultivo também do feijão, milho, aipim, taiá, batata, abóbora, verduras e amendoim.
Anos mais tarde, em 1880, as freguesias de São Paulo Apóstolo de Blumenau e São Pedro Apóstolo de Gaspar (pertencentes até então ao município de Itajaí) passaram a formar um município, chamado Blumenau. Nessa data, o número de habitantes do então município, com 11 mil quilômetros quadrados, era de 16.308 pessoas. Havia três mil residências, 255 engenhos de açúcar, 152 engenhos de farinha de mandioca, seis descascadores de arroz, 29 moinhos de fubá, fábricas de louças de barro, tecidos, serrarias, olarias, cervejarias, vinho e vinagre, padarias, açougues, entre outros.
Durante os 54 anos que seguiram, Gaspar foi distrito de Blumenau, para qual recolhia tributos, que eram devolvidos na forma de serviços para a comunidade, porém, segundo relatos da época, tais serviços eram de má qualidade e deveras precário.
Em 1870 já haviam sido estabelecidos alguns lotes urbanos na área que hoje é conhecida como o centro do município. O comércio começou a impulsionar o crescimento do distrito, porém apenas em 18 de março de 1934 houve a emancipação, com Leopoldo Schramm se tornando o primeiro prefeito.

## Geografia
Gaspar possui uma área de 386,35 km², das quais 40 km² de área urbana e 346,35 km² de área rural. 
Localiza-se na latitude 26°55'53" sul, longitude 48°57'32" oeste. A altitude média do município é de 18 metros, seu território é composto por planícies situadas próximas ao rio Itajaí-Açu e serras localizadas nos extremos Norte e Sul.
O ponto mais alto do município é o Morro do Cachorro, situado na divisa com Blumenau e Luis Alves, com 857 metros acima do nível do mar.

### Clima
Seu clima é considerado subtropical, com verões quentes. Os invernos são frios, mas dificilmente chegam a 0 graus. Durante os períodos de outono e primavera os dias podem variar muito entre frios, amenos e quentes. Há poucas ocasiões de temperaturas negativas, mas apenas nos extremos da cidade, que são bairros mais altos.

### Divisão territorial
Existem vinte e um bairros em Gaspar:
- Alto Gasparinho
- Arraial Do Ouro
- Barracão
- Bateias
- Bela Vista
- Belchior Alto
- Belchior Baixo
- Belchior Central
- Centro
- Coloninha
- Figueira
- Gaspar Grande
- Gasparinho
- Gaspar Alto
- Gaspar Mirim
- Lagoa
- Margem Esquerda
- Macucos
- Poço Grande
- Santa Terezinha
- Sete de Setembro

## Infraestrutura

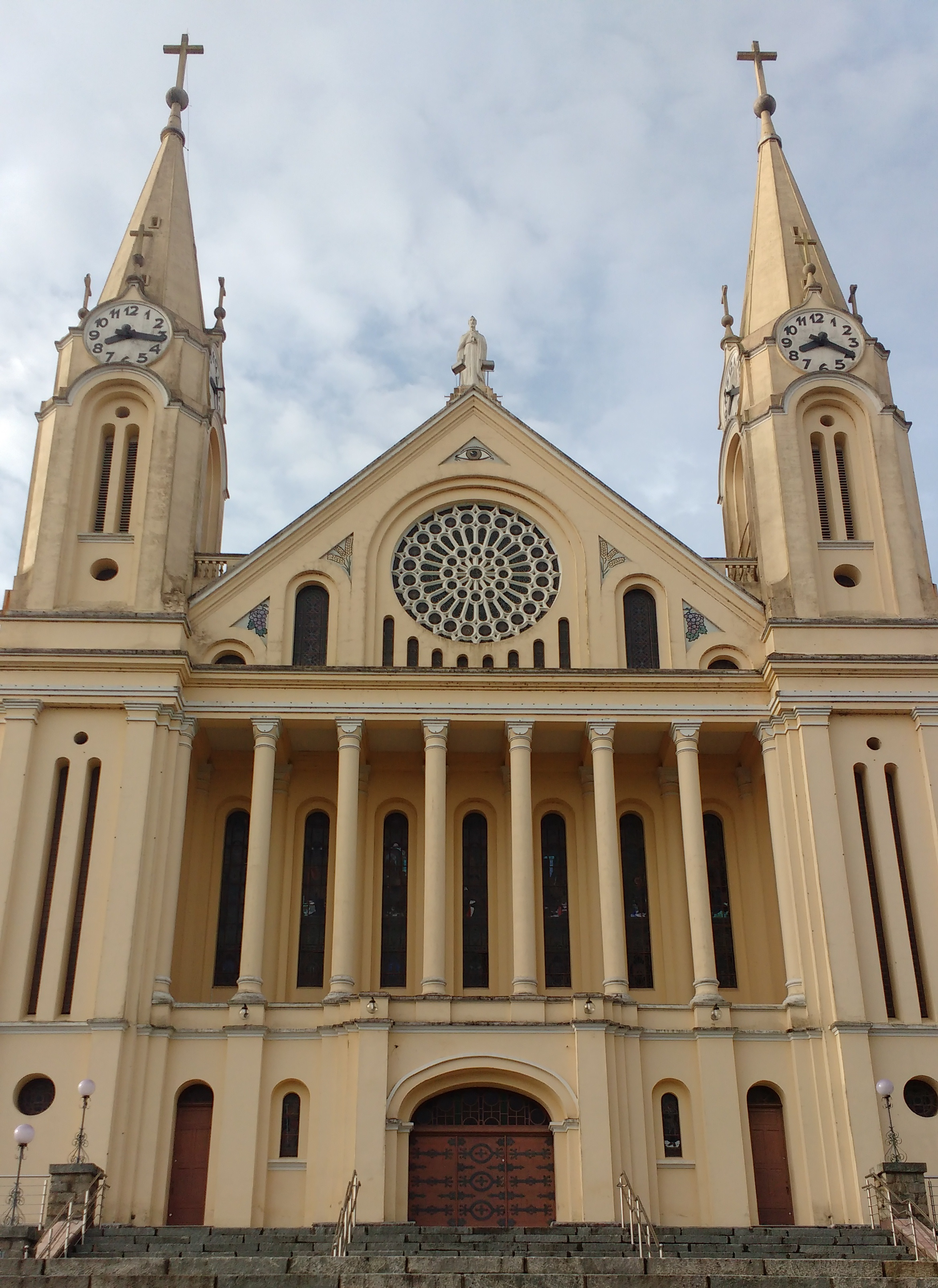
Paróquia São Pedro Apóstolo, em Gaspar.

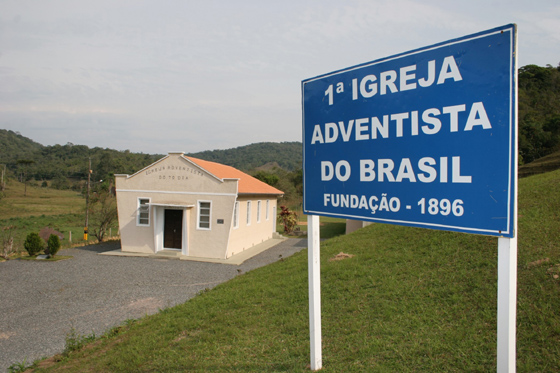
1ª Igreja Adventista do Brasil

### Transporte público
Até o início da década de 1970, Gaspar era cortada pelos trilhos da Estrada de Ferro Santa Catarina (EFSC), por onde passavam trens de carga e de passageiros. Mesmo assim, a cidade contava com a Viação Gaertner, que fazia viagens e passeios.
Em 1973, a Viação Verde Vale recebeu autorização para explorar o transporte coletivo municipal, sem nenhuma licitação. Em 1999, a empresa ganhou a concessão por mais 20 anos, novamente sem licitação. Porém, por considerar ilegal a prorrogação em favor da Viação Verde Vale, o poder judiciário catarinense ordena a abertura de um processo licitatório para a operação do serviço público de transporte coletivo.
A concorrência é aberta, e a Viação Verde Vale não obtém êxito. Em outubro de 2002, após quase 30 anos de monopólio, a Auto Viação Do Vale é criada. O novo sistema de transporte coletivo é implantado, inclusive com a criação do primeiro terminal urbano do município. Esse terminal era provisório, criado às pressas para o novo sistema de transporte.
Em 2005, é inaugurado o Terminal Urbano Vereador Norberto Willy Schossland (sistema integrado), para onde também é transferido o Terminal Rodoviário de Gaspar. Os terminais antigos, urbano e rodoviário, são desativados.
A Viação Verde Vale operava as linhas intermunicipais, que ligavam Gaspar, Blumenau e Ilhota até março de 2024, quando encerrou suas ações.
Atualmente, a Expresso Presidente Getúlio opera a serviço de Verde Vale, tanto no transporte municipal quanto no intermunicipal